# Túnel del embalse la Tranquera

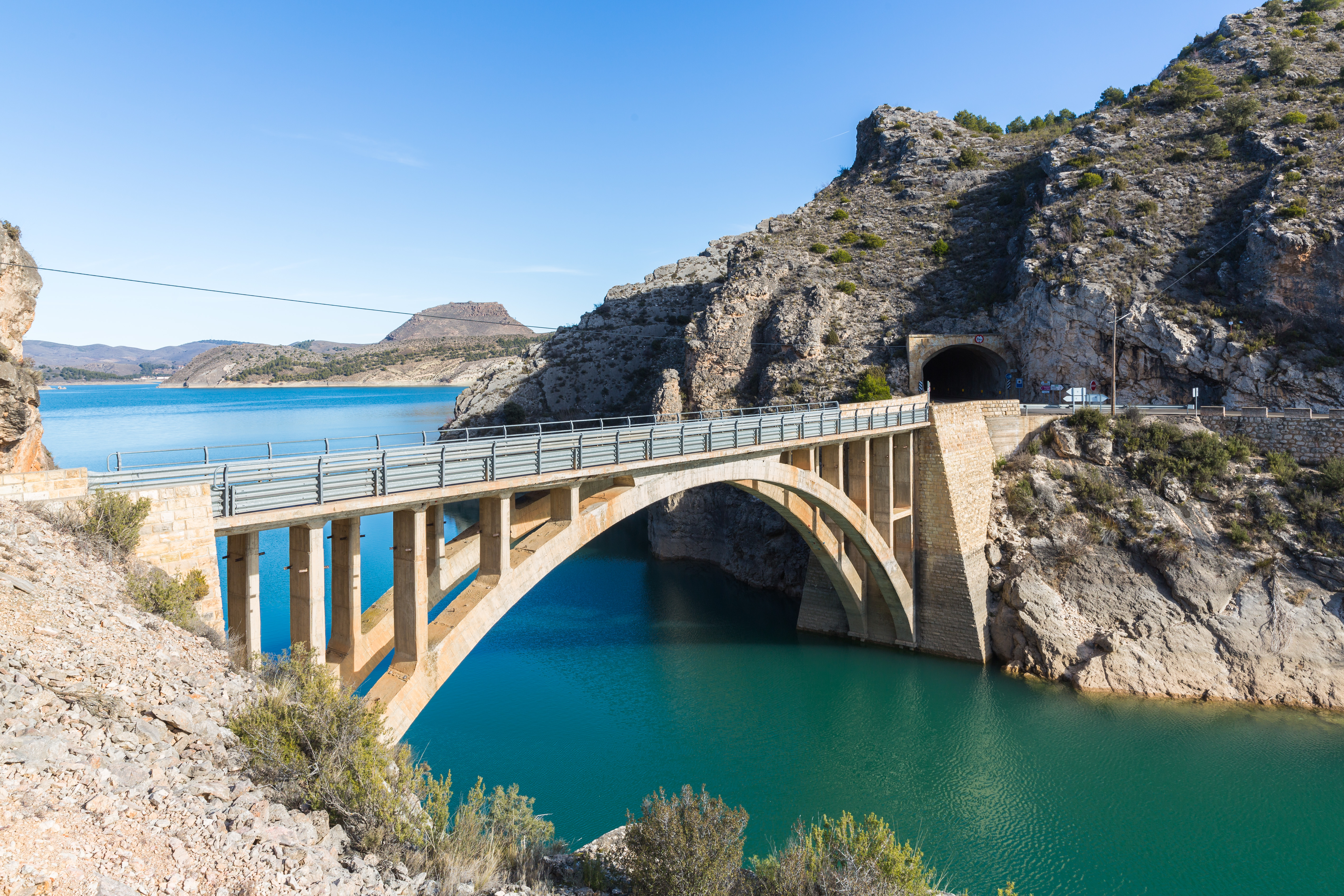
Puente y entrada de uno de los túneles del embalse.

## Historia
Los túneles del embalse de la Tranquera son 3 túneles situados en el extremo Oeste del embalse del mismo nombre en la provincia de Zaragoza. Los túneles fueron construidos a en años 60 junto con el embalse y la nueva carretera que serpentea embutida en los escarpes calcáreos que rodean al embalse, dos de ellos se encuentran en la carretera autonómica aragonesa A-1501 mientras que el tercero se encuentra en la A-2503.

## Características
Las longitudes de los túneles son:
Tranquera 1: 182
Tranquera 2: 46 m
Tranquera 3: 142 m
Son tres túneles carreteros monotubos que presentan problemas por su estrechez.